# Metossi

Il gruppo metossi (in blu) in alcune molecole organiche (la seconda a partire da sinistra rappresenta lo ione metossido.)

In chimica organica con metossi (o metossile) si fa riferimento al gruppo funzionale composto da un gruppo metile legato all'ossigeno di formula -OCH3. Il gruppo metossile è un tipico sostituente elettron-donatore impegnato generalmente in un legame di tipo etereo o di tipo estereo con lo scheletro carbonioso di una molecola di dimensioni maggiori. 

## Nomenclatura
Con metossi- si intende inoltre un prefisso utilizzato nella nomenclatura IUPAC che indica appunto la presenza di un gruppo metossile su una struttura molecolare più voluminosa. La dicitura metossi- non va confusa col concetto di metossido: con metossi si intende in modo specifico il radicale sostituente di formula -OCH3, mentre metossido si riferisce all'anione carico negativamente di formula CH3O-.